# Senecio teixeirae
Senecio teixeirae là một loài thực vật có hoa trong họ Cúc. Loài này được Torre miêu tả khoa học đầu tiên năm 1970.